# 雨宮製作所
株式会社雨宮製作所（あめみやせいさくしょ、英文社名：Amemiya Works）は、明治末期から昭和初期にかけて鉄道車両を製造していた企業。

## 概要
1907年（明治40年）11月、東京市深川区和倉町に雨宮鉄工場が設立された。これは雨宮敬次郎が全国に支社線を展開していた蒸気軌道会社・大日本軌道の路線向けに、車両を自社製造し廉価に供給することを目的に設立したとされる。
1911年（明治44年）1月の敬次郎没後、娘婿・亘が社長、養子・豊次郎が常務取締役に就任した大日本軌道と同年7月に合併し、大日本軌道鉄工部となった。工場は第一次大戦後の好況に乗じ業績を伸ばした。
1918年（大正7年）、亘が没し豊次郎が大日本軌道社長に就任後、鉄工部は翌1919年（大正8年）7月に大日本軌道から分離され、株式会社雨宮製作所となった。代表取締役は大日本軌道常務取締役の小澤信之甫が務め、取締役に豊次郎ら雨宮家関係者が就任したが、1922年（大正11年）までに雨宮家の関係者は役員から離れた。
1923年（大正12年）、関東大震災で深川の工場が壊滅したがまもなく再建。1927年（昭和2年）には新潟鐵工所と共同で日本初のディーゼル機関車、1928年（昭和3年）には日本初のディーゼル動車（長岡鉄道キロ1形）を製造するなど、新技術を導入した車両開発に意欲的で取り組んだ。
生産品は小型の蒸気機関車から客車、貨車、電車、気動車まで多岐にわたった。機関車の主な納入先は私鉄のほか、専用鉄道、森林鉄道、海軍で、国鉄には工事用としてケ100形100 - 105（1919年）およびケ160形160 - 169（1922年）の2形式を納入した。

### 労働争議と倒産・消滅
1929年（昭和4年）の金融恐慌では、国内の地方私鉄開業が途絶えたために雨宮製作所は受注が激減。1930年（昭和5年）下半期から職工の人員整理を始めたが、経営は悪化の一途をたどった。1931年（昭和6年）春からは賃金支払いが遅れ、同年6月3日、全職工（83人または84人、請負の塗装工8人は除外）の解雇に踏み切ったことから労働争議が発生した。
解雇の撤回と解雇手当増額を要求する職工らの争議団に対し、経営者側は深川の工場に併設していた本社事務所を争議発生の翌日までに神田の貸事務所に移転して工場を閉鎖した後、争議団との団体交渉に入った。この過程で争議団から逮捕者も出る事態となったが、最終的に解雇手当の増額および争議費用・保釈金に充てる見舞金の支給を条件に争議は終結した。
会社側はその後、労働争議に加わらなかった職工約20人を再雇用して事業を再開する予定としていたが、結局同年中に倒産した。
倒産直後、事業承継会社として合資会社雨宮工場を設立し、倒産前の仕掛品を中心に細々と製品出荷を行なったが、1932年（昭和7年）に手がけた神中鉄道キハ1 - 6の簡易鋼体化工事以後の記録はなく、1934年（昭和9年）頃に会社整理されたものと考えられている。

## 沿革
- 1907年（明治40年）11月 - 雨宮鉄工場設立
- 1911年（明治44年）
  - 1月20日 - 雨宮敬次郎死去
  - 7月 - 大日本軌道と合併し大日本軌道鉄工部となる[注 3]
- 1918年（大正7年）9月4日 - 雨宮亘死去
- 1919年（大正8年）7月 - 株式会社雨宮製作所設立
- 1923年（大正12年）9月1日 - 関東大震災により工場壊滅
- 1931年（昭和6年）- 倒産後、合資会社雨宮工場設立
- 1934年（昭和9年）頃 - 解散

## 製品
蒸気機関車
当初人車軌道を蒸気動力化するためにアメリカから輸入されたトラム・ロコを模倣した「へっつい」形（車高が非常に低く、簡素な構造）と称される構造の機関車の製造からスタートし、客車もこれに牽引される非常にコンパクトな車両から製造を開始した。設計については1910年代にコッペルやクラウスなどの欧米メーカー製品に学んだ、極めて堅実かつ実用的な設計のウェルタンク機関車に発展し、これは会社閉鎖まで主力商品として各地の小鉄道に供給された。更にこれらの設計は1920年代以降、立山重工業や協三工業など各地に設立された地方の車両メーカーの良き手本となった。
電車
京成電気軌道や江ノ島電氣鉄道、京王電気軌道および玉南電気鉄道など近隣の鉄道への納入実績が多く、他にも「馬面電車」として有名な花巻電鉄への納入が知られている。
電車においては、台車に板台枠とウィングバネ式軸箱支持機構を備えたヨーロッパ風の設計を多用しており、後に日本鉄道自動車がその模倣品を製作している。
気動車
後発であったものの、当初より両運転台式での車両設計を行うなど先進的な構想を持っていたことが知られ、純粋な単端式気動車の製作例はごく少数に留まる。その製造実績の大半は実用性の高い2軸両運転台式の半鋼製車が占めていた。

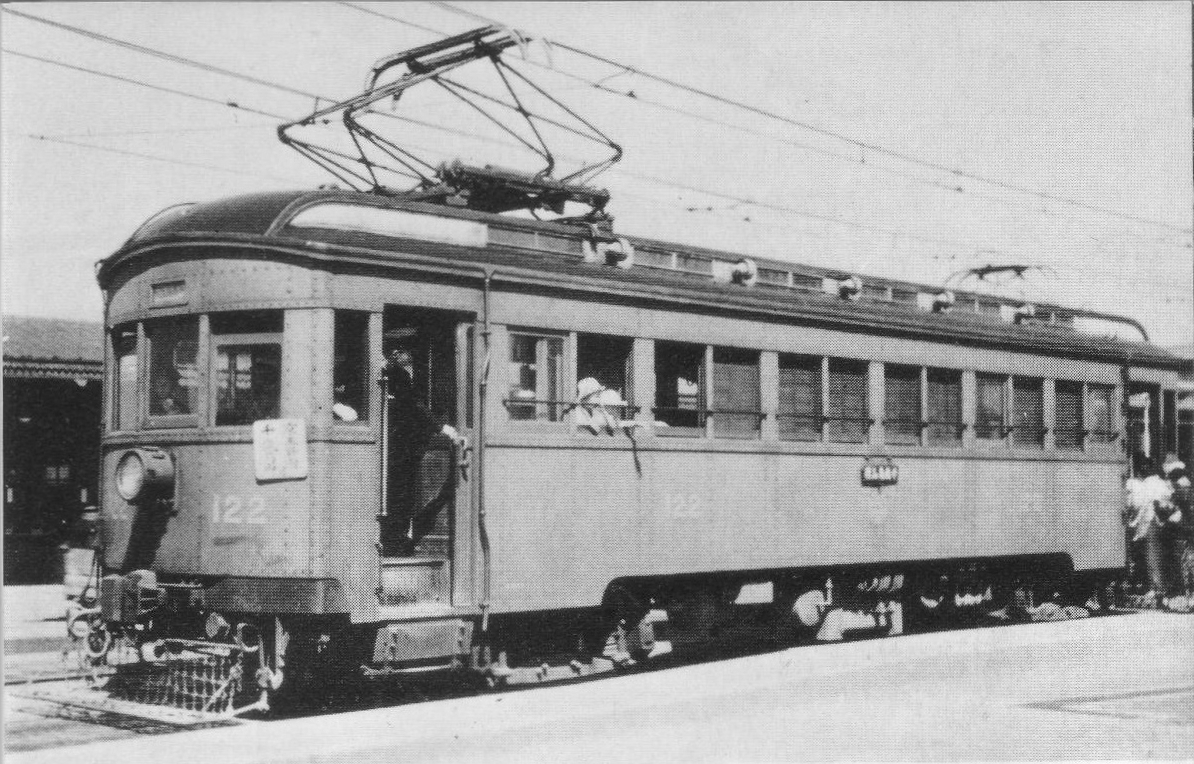
京王電気軌道110形電車（1928年製造）
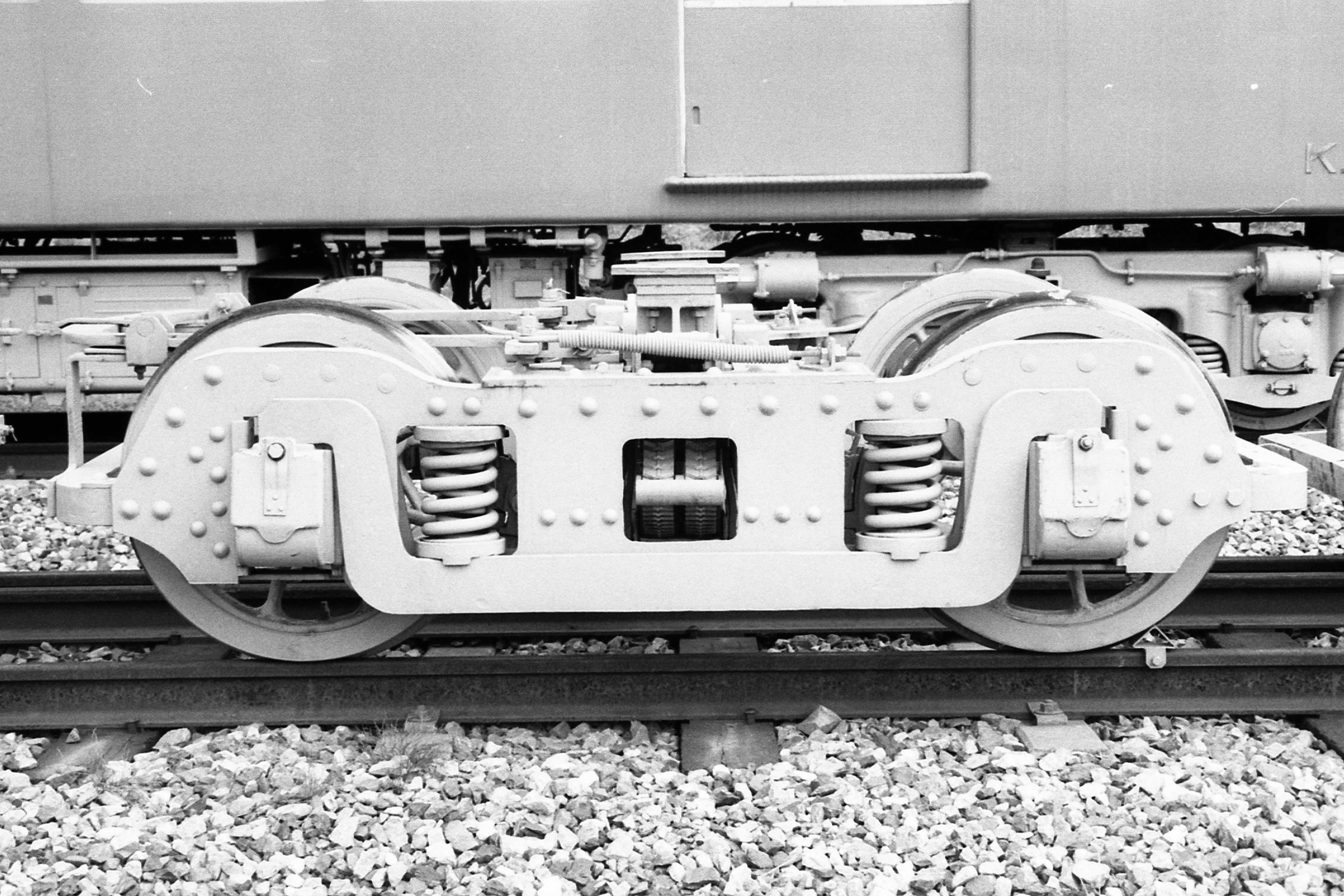
玉南電気鉄道1形電車（1926年製造）用の雨宮製台車。京王2700系電車に転用されたもの

## 保存機
| 画像                             | 車両名                          | 製造年 | 所在地                                                    | 備考                                                          |
| -------------------------------- | ------------------------------- | ------ | --------------------------------------------------------- | ------------------------------------------------------------- |
|                                  | 熱海鉄道7号                     | 1907年 | 静岡県熱海市田原本町11-1 熱海駅                           | B形（0-4-0）3.6t 最初期の雨宮製蒸気機関車                     |
|                                  | 大東糖業南大東事業所2号         | 1917年 | 沖縄県島尻郡南大東村在所317 ふるさと文化センター          | C形（0-6-0）12t                                               |
| 写真はJR東海社員研修センター時代 | 鉄道省ケ90 （東濃鉄道A形1号）   | 1918年 | 愛知県名古屋市港区金城ふ頭3-2-2 リニア・鉄道館            | B形（0-4-0）6.1t 両機とも内部構造が分かるように切開されている |
|                                  | 鉄道省ケ91 （東濃鉄道A形2号）   | 1918年 | 静岡県浜松市中央区菅原町 堀留ポッポ道                     | B形（0-4-0）6.1t 両機とも内部構造が分かるように切開されている |
|                                  | 台湾糖業鉄道604号               | 1920年 | 台湾彰化県渓湖鎮彰水路二段762号 渓湖糖廠                  | C形（0-6-0）12.52t                                            |
|                                  | 小坂鉄道11号                    | 1926年 | 秋田県鹿角郡小坂町小坂鉱山字古川20-9 小坂鉄道レールパーク | C形（0-6-0）20.83t                                            |
|                                  | 武利意森林鉄道18号 （雨宮21号） | 1928年 | 北海道紋別郡遠軽町丸瀬布上武利80 丸瀬布森林公園いこいの森 | C形（0-6-0）11t 動態保存                                      |

### カタログ
1908年（明治41年）9月30日刊行（湯口 (2018)では「甲」）
- 小川功 (所蔵)「狭軌鐵道用 機關車併に客貨車製造目録 雨宮鐵工所」『鉄道史料』No. 163、鉄道史資料保存会、2020年1月、51-62頁。

1915年（大正4年）9月刊行（湯口 (2018)では「乙」）
- 小川功 (所蔵)「大日本軌道株式會社鐵工部 型録 (1)」『鉄道史料』No. 161、鉄道史資料保存会、2019年7月、57-73頁。
- 小川功 (所蔵)「大日本軌道株式會社鐵工部 型録 (2)」『鉄道史料』No. 162、鉄道史資料保存会、2019年10月、52-86頁。

### 広告
リンクは全て国立国会図書館デジタルコレクション（一部要ログイン）
大日本軌道鉄工部
- 「謹賀新年」『鐵道 第十年一月號』、1916年1月（長岡鉄道2[17]）
- 「輕便鐵道用機關車」『鐵道 第十年十一月號』、1916年11月（宇佐参宮鉄道1または伊賀軌道1[18]）
- 「輕便鐵道用機關車」『帝國鐵道協會會報 第十八卷第十二號』、1917年12月（標準型12tC形[19]）
- 「輕便鐵道用機關車」『鐵道 第十三年一月號』、1919年1月

雨宮製作所
- 「蒸汽電氣鐵道用各種機關車客貨車電車鐵製橋桁類及諸機械並鐵道附屬品一式製造」『岩石と其爆發』、1920年12月（御船鉄道2[20]）
- 『東京鐵工機械同業組合聯合型錄』、1922年11月
- 「八拾四人乘ボギー電動客車」『交通と電氣 第四卷第五號』、1925年5月（京成電気軌道40[21]）
- 「百人乘半󠄁鋼製電動客車」『交通と電氣 第七卷一號』、1928年1月（京王電気軌道117[22]）
- 「ガソリン機關車軌間二呎六吋」『土木建築雑誌 第七卷三號』、1928年3月
- 「昭和四年度 日本電氣鐵道明細表」『交通と電氣 第八卷號外』、1929年（Ｈ2形台車[23]、京王電気軌道110形[22]）
- 「國產八噸ディーゼル機關車」『東京工場懇話會々報 第四十號』、1929年2月

### その他
（著者の五十音順）
- 岡本憲之『軽便鉄道時代―北海道から沖縄まで“せまいせんろ”の軌跡』JTBパブリッシング〈JTBキャンブックス〉、2010年2月1日。ISBN 978-4533077562。
- 小川功「雨宮敬次郎」『日本の鉄道をつくった人たち』悠書館、2010年6月5日、91-112頁。ISBN 978-4903487373。
- 中川浩一ほか『軽便王国雨宮』丹沢新社、1972年1月15日。（国立国会図書館デジタルコレクション）
- 西裕之『全国森林鉄道―未知なる“森”の軌道をもとめて』JTBパブリッシング〈JTBキャンブックス〉、2001年10月1日。ISBN 978-4533039799。
- 牧野俊介『軍機保護法下の汽車・軽便』JTBパブリッシング〈達人が撮った鉄道黄金時代(3)〉、2009年4月1日。ISBN 978-4533074295。
- 湯口徹『私鉄紀行 昭和30年代北陸のローカル私鉄をたずねて 北陸道 点と線（下）』エリエイ〈レイルNo.46〉、2003年10月21日。ISBN 978-4871124461。
- 湯口徹「カタログに見る〈雨宮〉車／大日本軌道小田原支社夏期用客車」『鉄道史料』No. 155、鉄道史資料保存会、2018年1月、20-35頁。